# Peter Holten

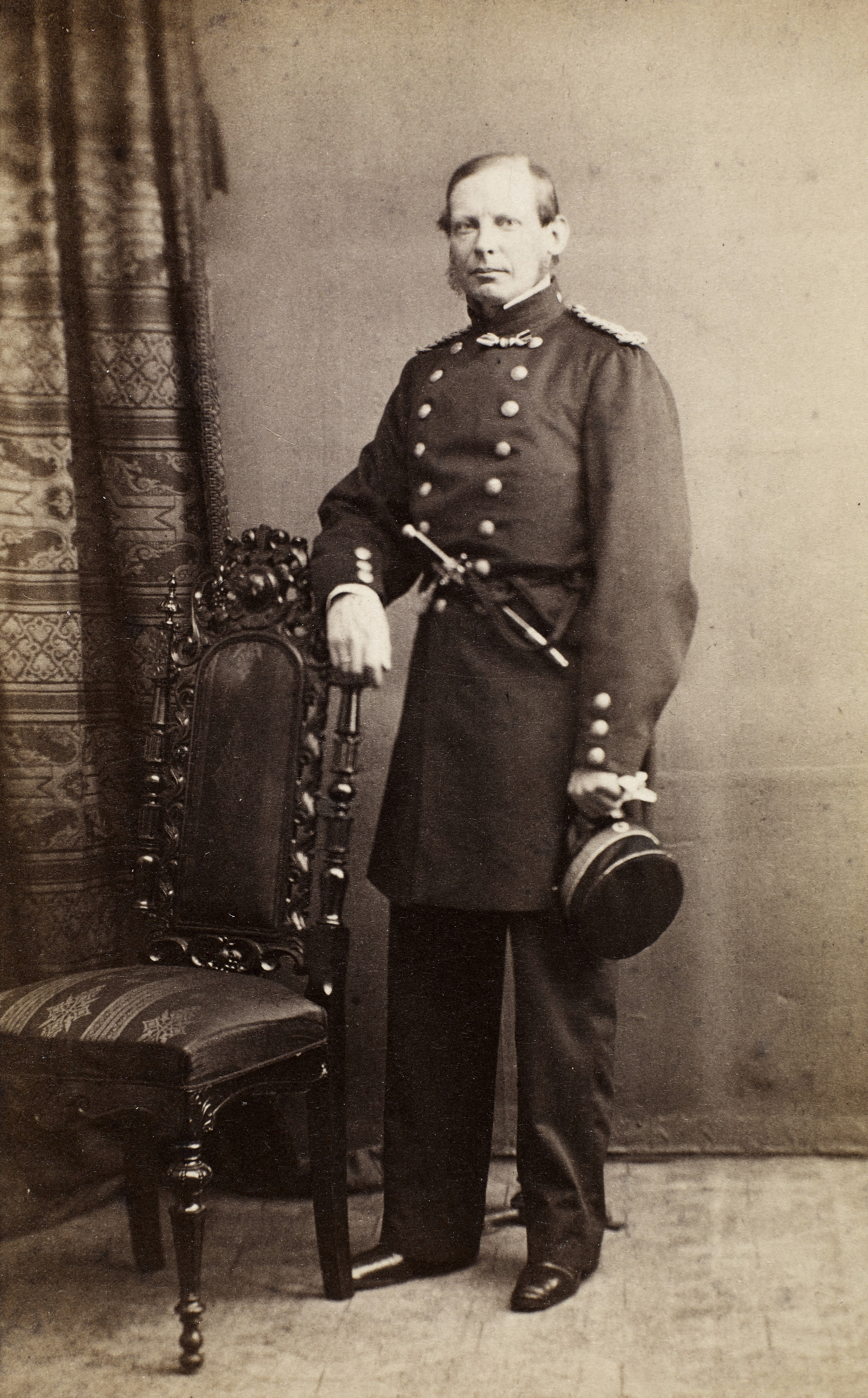
Peter Holten

Peter Holten (* 25. November 1816 in Kopenhagen, Dänemark; † 27. September 1897 ebenda) war von 1861 bis 1871 Amtmann der Färöer.
Peter Holten war der Sohn von Anne Sophie Nicoline, geborene Kramer und Mathias von Holten aus Kopenhagen. Verheiratet war er mit Marie Christiane, geborene Thornam.
Nach dem Abitur 1834 machte er 1840 sein juristisches Examen und arbeitete von 1841 bis 1858 an der Zollkammer Øresund. 1861 ging er auf die Färöer und war dort bis 1871 Amtmann (Gouverneur) und in dieser Eigenschaft auch Vorsitzender des Løgtings. Von 1864 bis 1866 war er zusätzlich Abgeordneter im dänischen Landsting. Von 1871 bis 1894 war er schließlich Amtmann von Bornholm.